# Crotalus lepidus
Nomes-comuns: cascavel-das-pedras, cascavel-verde, cascavel-azul, mais
Crotalus lepidus é uma espécie de víbora venenosa que pode ser encontrada no sudoeste dos Estados Unidos e na zona norte do México central. São reconhecidas actualmente quatro sub-espécies, incluindo a sub-espécie nominal aqui descrita.

## Descrição

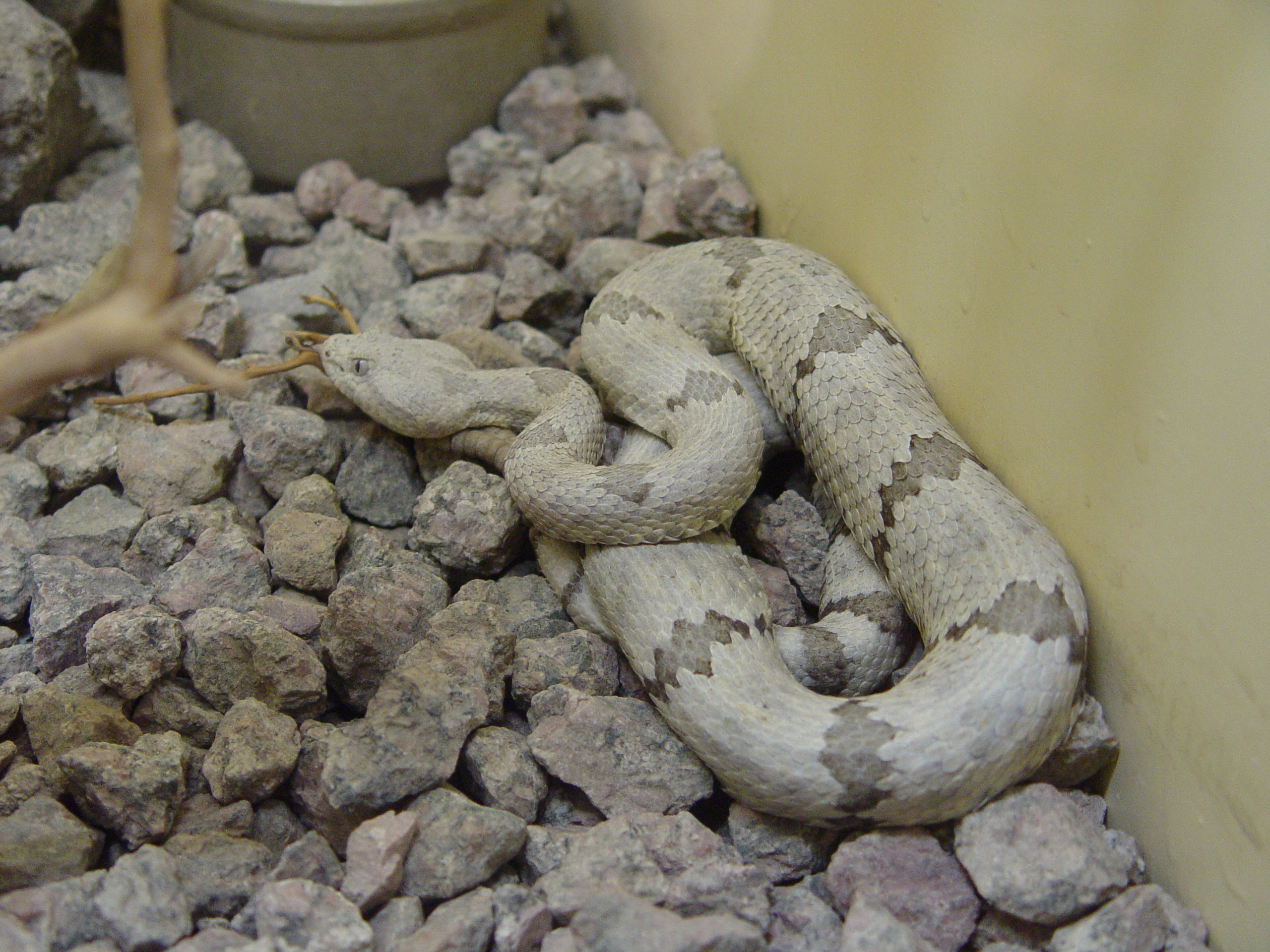
C. lepidus

Esta pequena espécie raramente excede os 82 cm de comprimento. Tem cabeça grande e arredondada, e um corpo relativamente pesado para o seu tamanho, e olhos com pupilas verticais. Como outras cascaveis, tem um cascavel na cauda, o qual está composto de queratina. No entanto, o cascavel é frágil e pode quebrar-se, e a frequência de muda pode variar. Assim, a idade da serpente não pode ser determinada pelo número de segmentos ou pelo comprimento do cascavel.
O padrão de coloração varia muito, mas de um modo geral reflecte a cor da rocha no ambiente natural da serpente. Espécimes encontrados em zonas em que predomina o calcário tendem a ser de cor cinzento-claro, com faixas de cinzento mais escuro. Espécimes encontrados a maiores altitudes têm coloração mais escura. Os espécimes da cascavel-das-pedras-manchada (C. l. lepidus) da região das Montanhas Davis exibem frequentemente uma coloração mais rosada, com manchas de cinzento-escuro em lugar das faixas distintivas. A cascavel-das-pedras-bandada  (C. l. klauberi) recebe o seu nome devido as suas faixas distintivas, frequentemente com muito poucas manchas.

## Nomes-comuns
Entre os seus nomes comuns incluem-se: cascavel-azul, cascavel-das-pedras-oriental, cascavel-verde, pequena-cascavel-verde, cascavel-rosa, cascavel-das-pedras, cascavel-das-pedras-do-texas e cascavel-branca.

## Distribuição geográfica
Esta serpente pode ser encontrada no sudoeste dos Estados Unidos (Arizona, sul do Novo México, e sudoeste do Texas) e no norte do México central. A localidade-tipo indicada é "Presidio del Norte e Eagle Pass" (Texas, Estados Unidos). H.M. Smith e Taylor (1950) emendaram a localidade-tipo para "Presidio (del Norte), Condado de Presidio, Texas".

## Estatuto de conservação
Esta espécie é classificada como Pouco Preocupante de acordo com a  Lista Vermelha da IUCN de Espécies Ameaçadas. (v3.1, 2001). Uma espécie é classificada como tal devido à sua ampla distribuição, presumível grande população, ou porque é pouco provável que esteja em declínio suficientemente rápido para poder ser considerada a sua classificação numa categoria que indique uma ameaça maior à sua existência. A tendência populacional era estável queando foi avaliada em 2006.
Contudo, é considerada uma espécie ameaçada no Novo México, embora não seja protegida no Texas. O seu habitat é na sua maioria inacessível, e actualmente não ameaçado pelo desenvolvimento humano, embora esteja tornando-se gradualmente mais e mais fragmentado.

## Comportamento
Geralmente, estas serpentes não são agressivas. Tendem a depender bastante da sua camuflagem, e muitas das vezes não atacam nem fazem soar os seus cascaveis a menos que sejam fisicamente ameaçadas. Passam a maior parte das suas vidas em afloramentos e taludes rochosos, dos quais recebem o seu nome-comum. Escavações de estradas são muitas vezes um local favorito. Têm hábitos predominantemente nocturnos. A maioria das pessoas que são mordidas pela cascavel-das-pedras são-no durante caminhadas em zonas pedregosas, onde vivem as serpentes. Se alguém as pisa ou toca acidentalmente, a primeira reacção da serpente é morder.

## Alimentação
A sua dieta consiste de pequenos mamíferos, lagartos, e por vezes sapos. São frequentemente mais activas com baixas temperaturas que outras espécies de cascavel.

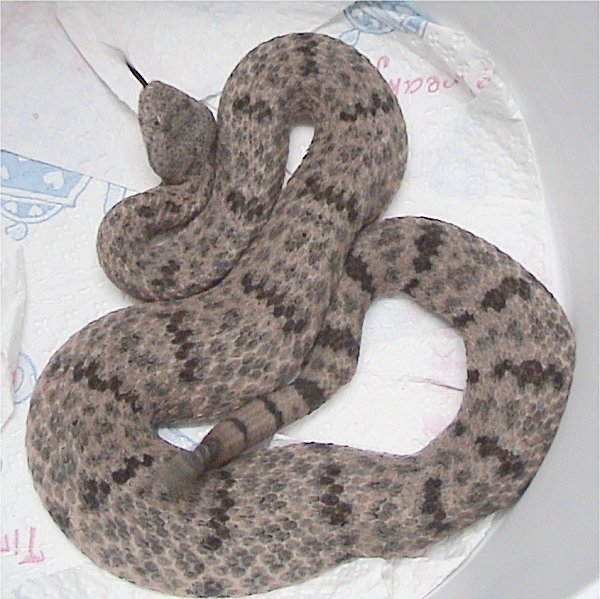
C. l. lepidus

## Cativeiro
Duas sub-espécies, C. l. lepidus e C. l. klauberi, são frequentemente encontradas no mercado de animais exóticos, e estão bem representadas em parques zoológicos de todo o mundo. São bastante procuradas devido à sua grande variedade de potenciais colorações e à sua natureza tipicamente dócil. A maioria dos animais disponíveis são capturados no seu ambiente natural; a reprodução em cativeiro, apesar de não ser inaudita, não é comum. As duas sub-espécies encontradas apenas no México não são frequentemente encontradas em cativeiro fora desse país.

## Reprodução
Estas serpentes são ovovivíparas. Reproduzem-se uma vez por ano, durante a primavera, e dão à luz seis a oito crias cerca de quatro meses mais tarde. De um modo geral os juvenis parecem versões miniaturizadas dos progenitores e atingem a maturidade depois de pelo menos três anos.

## Veneno
O seu veneno é primariamente hemotóxico, mas sabe-se que possui também importantes efeitos neurotóxicos. Embora não seja específico, o antiveneno polivalente CroFab é geralmente usado para tratar casos de envenenamentos mais sérios.

## Sub-espécies
| Sub-espécie     | Autor                           | Nome-comum                        | Distribuição geográfica                              |
| --------------- | ------------------------------- | --------------------------------- | ---------------------------------------------------- |
| C. l. klauberi  | Gloyd, 1936                     | cascavel-das-pedras-bandada       | Arizona, Novo México, Texas, México (sul de Jalisco) |
| C. l. lepidus   | Kennicott, 1861                 | cascavel-das pedras-manchada      | Novo México, Texas, México (Chihuahua)               |
| C. l. maculosus | W. Tanner, Dixon & Harris, 1972 | Cascavel-das-pedras-de-durango    | México (Durango, Sinaloa, Nayarit, Jalisco)          |
| C. l. morulus   | Klauber, 1952                   | cascavel-das-pedras-de-tamaulipas | México (Sierra Madre Oriental)                       |

Uma revisão recente mostra que a cascavel-das-pedras-de-tamaulipas parece ser uma espécie separada, Crotalus morulus